# 李連春

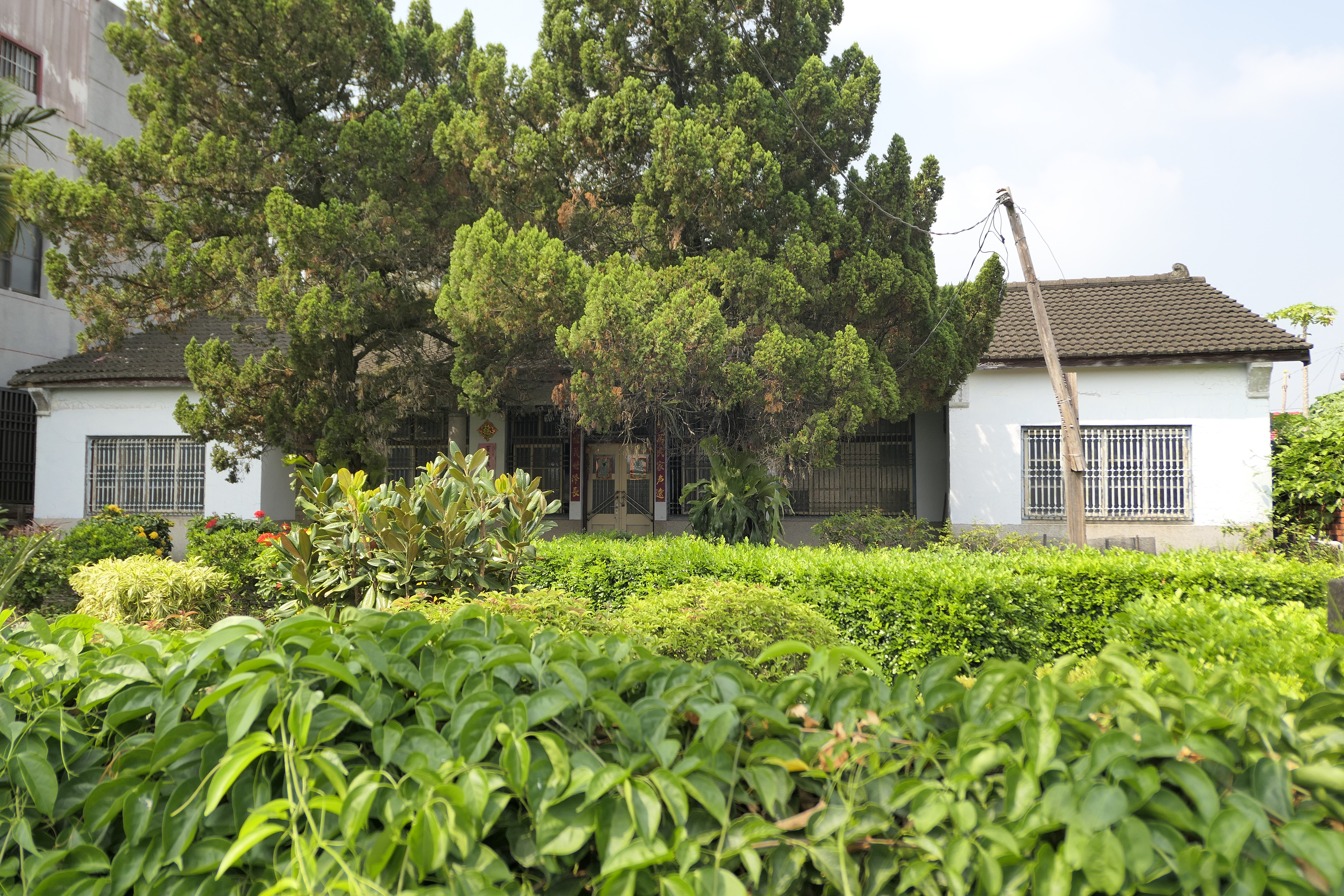
李連春故居

李連春（1904年1月10日—2001年8月19日），日治臺灣鹽水港廳下茄苳北堡菁寮（今臺南市後壁區菁寮里）人，活躍於日治時期及戰後初期的臺灣米糧界，是臺灣近代糧政重要人物。

## 生平
家族世代務農。李連春於1920年畢業於菁寮公學校（今臺南市後壁區菁寮國民小學），畢業後曾於白河公學校擔任工友，後赴內地留學，1923年畢業於神戶商業學校，並於畢業後在加藤株式會社嘉義支店擔任職員。1938年始擔任總督府米穀局顧問，且兼任臺北州米穀納入組合參事和事業部長和臺灣農業會第二任部長，深耕糧政界。
中華民國接管臺灣後，李連春於1946年接任臺灣省糧食局副局長，後更升任局長。1949年，中國國民黨執政的中華民國政府在第二次國共內戰中失利，中央政府遷臺辦公，大量軍民隨之移入，糧食供應漸趨緊繃。李連春制定糧食增產計畫，並順利解決危機。任職糧食局長達24年（1946年至1970年）。

## 軼事
早期稻米除供應軍胥民食外，還得出口到日本賺取外匯、購買化肥。這一切關於糧食生產、流通與分配的事務，都是由李連春負責。有年出現旱災，稻米歉收。儘管總產量還算足夠，但各地米商蠢蠢欲動、趁機哄抬物價。時任總統蔣介石一聽米價上漲，馬上把李連春叫來質問，而且暴跳如雷，不聽解釋，還用濃厚的江浙口音罵了一句“強辯”，而李連春卻聽成“槍斃”，當場嚇得屁滾尿流。

## 榮譽

### 本國
- 二等景星勳章（1963年6月6日[6]）